# John de Braose
John de Braose, auch John de Breuse (* um 1197 oder 1198; † vor 18. Juli 1232 in Bramber), 8. Lord of Bramber, war ein cambro-normannischer Adliger.

## Herkunft und Jugend
John entstammte der alten Familie Braose und war der älteste Sohn des in der Gefangenschaft von König Johann Ohneland gestorbenen William de Braose, des ältesten Sohnes von William de Braose, 4. Lord of Bramber, und dessen Frau Maud de Clare.
Über seine Kindheit gibt es widersprüchliche Angaben: nach einigen Angaben blieb er zusammen mit seinen drei jüngeren Brüdern in Gefangenschaft auf Corfe Castle, bis sie nach König Johanns Tod 1216 von Peter de Maulay, dem Constable der Burg, in die Obhut von Peter des Roches, des Bischofs von Winchester kamen und 1218 endgültig freikamen. Nach einer anderen Version nahm Engelard de Cigogné, der Kastellan von Windsor Castle, John und seinen Bruder Giles nach dem Tod ihres Vaters in seine Obhut und übergab sie 1214 an William de Harcourt. Unter dem walisischen Spitznamen Tadody lebte John versteckt auf der Gower-Halbinsel, einer der ehemaligen walisischen Besitzungen seines Großvaters.

## Kampf um das Erbe des Großvaters
In der Zwischenzeit hatte sein Onkel Reginald, ein jüngerer Bruder seines Vaters, die meisten Güter seines Großvaters an sich gebracht. John erhob ab 1217 ebenfalls Anspruch auf das Erbe seines Großvaters und verbündete sich mit Llywelyn ab Iorwerth, dem Fürsten von Gwynedd in Wales. Reginald, der mit einer Tochter Llywelyns verheiratet war, hatte gerade seinen Schwiegervater durch einen Ausgleich mit dem neuen König Heinrich III. verraten. Daraufhin besetzte dieser einen Teil seiner Ländereien, darunter Gower, das er an seinen Verbündeten Rhys Gryg übergab. John heiratete 1219 schließlich Margaret ferch Llewelyn († nach 1268), eine Tochter von Llewelyn und dessen Frau Johanna von Wales. Llywelyn hatte diese Ehe vermutlich arrangiert, um Reginald zu demütigen und übergab seinem neuen Schwiegersohn 1220 Gower. Mit Billigung seines Schwiegervaters sicherte John 1221 seinen Besitz durch den Wiederaufbau des zerstörten Swansea Castle. Seine Ansprüche auf die anderen Güter seines Großvaters wurden vor Gericht nicht stattgegeben, dennoch erwarb er 1226 die Rape of Bramber in Sussex von Reginalds Sohn William.
Nach dem Tod von Reginald 1228 erbte er die drei Burgen Skenfrith, Grosmont und White Castle in Wales, doch 1230 zog der König diese drei Burgen wieder ein und vergab sie an Hubert de Burgh. Gleichzeitig unterstellte der König Gower als Lehen an Carmarthen und Cardigan, einer walisischen Herrschaft von de Burgh.
John starb 1232 in Bramber nach einem Sturz von seinem Pferd. Seine Witwe heiratete in zweiter Ehe Walter Clifford von Bronllys und Clifford.

## Familie und Nachkommen
Aus seiner Ehe mit Margaret ferch Llewelyn hatte John vier Söhne, darunter:
- William de Braose, 1. Baron Braose (1220–1291), 2. Lord of Gower and Bramber;
- John de Braose († vor dem 18. Juni 1292), Lord of Glasbury;
- Richard de Breuse (* vor 1232, † vor 1292) ⚭ vor 1265 Alice Le Rus († 1300/01), Erbtochter von William Le Rus, of Stinton Hall (Salle (Norfolk)).